# Joseph Algernon Pearce
Joseph Algernon Pearce (Brantford, 7 de febrero de 1893-Victoria, 8 de septiembre de 1988) fue un astrofísico canadiense, destacado por sus estudios sobre la estructura de la Vía Láctea y las estrellas de tipo O.

## Biografía
Nacido en Brantford, Ontario, Pearce se alistó en la Fuerza Expedicionaria Canadiense en 1915 y sirvió con el rango de Mayor en Francia hasta que resultó herido y regresó a Canadá como oficial de entrenamiento.
Obtuvo una licenciatura y una maestría de la Universidad de Toronto. Luego estudió en el Observatorio Lick en California y recibió un doctorado de la Universidad de California en Berkeley en 1930. Se unió al Observatorio Astrofísico Dominion en Saanich, Columbia Británica y fue nombrado subdirector en 1935. De 1940 a 1951 fue director allí.
Miembro de la Royal Society of Canada, fue su presidente de 1949 a 1950. Fue presidente de la Real Sociedad Astronómica de Canadá y vicepresidente de la American Astronomical Society.
En 1955, recibió el título de Doctor honorario en Ciencias de la Universidad de Columbia Británica.

## Obra
Es autor de Elements of the Orbit of Reid's Comet (Universidad de Toronto, 1922), The Minimum Masses of Three Spectroscopic Binary Stars (JO Patenaude, 1932) y The Spectroscopic Orbits of the Four Helium Stars H.D. 29376, H.D. 39698, H.D. 44701 and H.D. 208095. The Radial Velocity of Boss 5628 (JO Patenaude, 1932).